# Lehi (imię)
Lehi (deseret 𐐢𐐀𐐐𐐌) – imię męskie występujące w wyznaniach należących do ruchu świętych w dniach ostatnich (mormonów).

## Pochodzenie
Pochodzi z Księgi Mormona, jednego z pism świętych przynależnych do kanonu tej tradycji religijnej. Nosiły je w tym tekście cztery postacie. Pierwsza z nich, jerozolimski prorok, miała żyć na przełomie VII i VI wieku p.n.e. Druga, syn Zorama, wspominana jest w zapisie w I wieku p.n.e. Trzecia, neficki generał, wzmiankowana jest w wewnętrznej chronologii księgi również w I wieku p.n.e. Czwarta natomiast, syn Helamana, pojawia się w połowie I wieku p.n.e.

## Perspektywa historyczna
Pojawia się w źródłach historycznych już w początkach mormonizmu. Nosił je jeden z synów Parleya P. Pratta oraz Belindy Marden. Nosiły je jako pierwsze bądź drugie imię także wnuki Pratta, John Lehi Pratt (1882-1891) i Lehi Callister Pratt (1887-1950).

## Występowanie i obecność w mormońskiej kulturze
Jako imię specyficznie mormońskie znalazło odbicie w kulturze Kościoła, z którego wierzeń wyrosło. Artykuł na łamach pisma „Friend” z maja 1994 wskazuje choćby, że imię zaczerpnięte z Księgi Mormona może być powodem do dumy oraz wywierać pozytywny wpływ na życie duchowe noszącego je człowieka. Podobną tematykę porusza numer tego samego pisma z lutego 1995.
Wykracza swoją obecnością poza Kościół Jezusa Chrystusa Świętych w Dniach Ostatnich, głównej denominacji świętych. Pojawia się też wśród wiernych należących do mniejszych odłamów, w tym do Fundamentalistycznego Kościoła Jezusa Chrystusa Świętych w Dniach Ostatnich.
Międzynarodowa ekspansja mormonizmu przyczyniła się do pojawienia się imienia Lehi również poza granicami Stanów Zjednoczonych. Występuje chociażby wśród nowozelandzkich Maorysów (w zapisie Rihai).